# Afurcagobius tamarensis
Afurcagobius tamarensis és una espècie de peix de la família dels gòbids i de l'ordre dels perciformes.

## Morfologia
- Els mascles poden assolir 11 cm de longitud total.[4][5]

## Depredadors
És depredat per Pseudaphritis urvillii.

## Hàbitat
És un peix de clima temperat i demersal.

## Distribució geogràfica
Es troba a Oceania: la costa sud-oriental d'Austràlia.

## Observacions
És inofensiu per als humans.